# Le Blanc
Le Blanc település Franciaországban, Indre megyében. Lakosainak száma 6188 fő (2022. január 1.). Le Blanc Bélâbre, Concremiers, Douadic, Mauvières, Pouligny-Saint-Pierre, Rosnay, Ruffec és Saint-Aigny községekkel határos.

## Népesség
A település népességének változása:
| Lakosok száma | 6767 | 7769 | 7361 | 6927 | 6721 | 6572 | 6389 | 6250 | 6229 | 6188 |
|               | 1968 | 1982 | 1990 | 2006 | 2013 | 2015 | 2017 | 2019 | 2020 | 2022 |